# Musée juif de Rotenburg
Le musée juif de Rotenburg est situé dans la Basse-Saxe, en Allemagne. Il décrit l'histoire et la culture de la communauté juive de la ville.
Cette description s'appuie sur la narration de l'histoire de la famille Cohn qui habitait la maison pendant plusieurs générations, ce qui donna le nom de « Cohn-Scheune » au musée (la Grange des Cohn).
Cette famille de marchands utilisait le lieu comme atelier de confection depuis les années 1830. Deux filles réussirent à échapper aux nazi, mais leurs parents furent assassinés en déportation. Le musée est situé dans une maison à colombages entièrement rénovée par des bénévoles et inaugurée en septembre 2010 en présence des descendants de la famille Cohn.
L'exposition permanente présente notamment des objets concernant la vie religieuse et quotidienne juive. Le sort des Juifs de la région sous le régime nazi y est également clairement documenté. 